# Graphium biokoensis
Graphium biokoensis är en fjärilsart som beskrevs av Jacques Gauthier 1984. Graphium biokoensis ingår i släktet Graphium och familjen riddarfjärilar. Inga underarter finns listade i Catalogue of Life.